# Marc Gilbert
Pour les articles homonymes, voir Gilbert.
Ne doit pas être confondu avec Gustave M. Gilbert.
Gilbert Lévy dit Marc Gilbert, né le 12 avril 1934 à Strasbourg et mort le 6 novembre 1982 à Étretat, est un journaliste et un animateur-producteur de télévision.

## Biographie

### Journaliste scientifique
Marc Gilbert écrit pour le magazine Planète, le Reader's Digest, Life, le Nouvel Adam et à partir de 1964 pour le Nouvel Observateur à la recherche d'un journaliste scientifique, écrit sur le Programme spatial de la Chine et interview des Prix Nobel comme Jacques Monod, Linus Pauling et Alfred Kastler.
Choisi comme animateur en raison de son physique très télégénique, il anime Eurêka, Volume, Objectifs, Un certain regard, L'invité du dimanche, Dim Dam Dom, Pourquoi et Italiques de 1966 à 1974 à l'ORTF, et en 1970, il anime en direct sur RTL le voyage d'Apollo 13 avec Jean-Pierre Farkas. Pour Volume, il fait des films sur la bande dessinée, l'espionnage industriel et l'Institute for Advanced Study de l'université de Princeton.

« Le premier talk show en France remonte à l'émission Italiques crée par Marc Gilbert et Pierre Sabbagh. Directement inspiré d'un format américain, il y est question de culture, de livres, mais autour d'une parole libre où le public a un rôle à jouer. Avec Droit de réponse le talk se matine de hardtalk. »

— (Extrait du livre de Bertrand Richard, Radio télévision : miroirs de nos passions, Le Cherche midi, préface de Pierre Lescure, 2014, p. 83.)

### Producteur de télévision
Il devient producteur de télévision et animateur de l'émission Italiques de 1971 à 1975,,,.
En 1973, il épouse Laurence de Cambronne, journaliste à Paris Match, puis rédactrice en chef adjointe au magazine Elle. Sous l'impulsion de Jacqueline Baudrier, Marcel Jullian et Xavier Larère remplacent Italiques par Apostrophes de Bernard Pivot .

### Secrétaire général de l’IFRI
En 1979, il devient secrétaire général de l’Institut français des relations internationales (IFRI), dont il fait la présentation dans l'émission Tribune Libre, sur France 3, diffusée le 30 octobre 1979.

« Marc Lévy, dit Marc Gilbert, n'est effectivement pas issu du sérail universitaire et ce choix fait tiquer Dominique Moïsi et son entourage. Thierry de Montbrial s'est lié d'amitié avec cet homme au parcours atypique. Il est l'un des cofondateurs du Nouvel observateur en 1963 et devient en 1968, le producteur journaliste du magazine scientifique mensuel Eurêka, puis d'une émission sur l'innovation, Volume, et enfin de 1971 à 1974, d'un magazine littéraire hebdomadaire sur la deuxième chaîne, Italiques. À la suite de l'éclatement de l'ORTF, Marc Gilbert doit quitter la télévision et céder sa place à Bernard Pivot et à son émission Apostrophes. Commence pour lui une traversée du désert, dont Thierry de Montbrial cherche à le sortir, d'abord en tentant de le faire entrer au CAP [le Centre d’analyse et de prévision du ministère des Affaires étrangères] en 1977, puis en le recommandant chaudement à Maurice Ulrich devenu directeur d'Antenne 2. »

— (Extrait du livre de Sabine Jansen, Les boîtes à idées de Marianne, Éditions du Cerf, 2017, p.
En janvier 1980, Xavier Pasquini et Christian Plume révèlent dans le livre, Une enquête de police sur Le Canard Enchaîné, publié aux Éditions Jean Picollec, qu'il figure sur une liste d'informateurs appointés par Le Canard enchaîné. En 1981, Pierre Lellouche, qui a l'époque travaille sur les sujets militaires à l'IFRI, le remercie dans son livre La science et le désarmement.

### Mort
Le 6 novembre 1982, il meurt à Étretat et est enterré au cimetière d’Ettendorf.

### Hommages
En 1983, Hervé Coutau-Bégarie lui dédicace son livre sur La puissance maritime soviétique puis Michel Polac lui rend hommage, le 16 juin 1986, dans un portrait de Jérôme Garcin et enfin, en 1985, Robbin Laird, dans son ouvrage France, The Soviet Union, And The Nuclear Weapons Issue.